# 국립 자오퉁 대학
국립 자오퉁 대학(중국어 정체자: 國立交通大學, National Chiao Tung University, NCTU, 간칭 交大)은 타이완 신주 시 대학로 1001호에 본부를 둔 중화민국의 국립 대학이다. 1958년년 설치되었고, 전신은 1896년에 상하이에서 설립된 남양 공학까지 거슬러 올라가며, 상하이 자오퉁 대학의 이름으로 공학 고등 교육 기관 대학으로서의 지위를 차지하고 있었다. 국공내전에 의해 일시 폐쇄되었다가 현재는 상하이와 각각 분할되었지만, 1958년에 신주 시에서 부흥되었다. 현재는 8학원 20학계, 25 연구소를 운영하고 있다.
실학을 중시하는 것은 자오퉁 대학이 1896년 개교 이래의 전통이다. 예를 들어 교장의 E, S, A의 의미는 공학 (Engineering), 응용 과학 (applied Science)와 관리 과학 (Administrative science)을 의미한다. 이러한 대학의 방침을 반영하여 주요한 엔지니어, 훌륭한 사업가, 기재된 연구자 배출하는 것도 대학의 전통 중 하나이다.

## 역사
1896년 대학 창업지이며, 즉 지금의 상하이 자오퉁 대학 (徐匯区 華山路)으로 설립하였다. 1912년 상하이 공업 전문 학교로 개칭하였다. 1940년 중일전쟁의 영향으로 충칭 분교를 개교하게 된다. 1945년 분교를 폐쇄하고 다시 상하이로 귀환하게 된다. 1949년 국공내전으로 중국 공산당에 접수되게 된다. 그리하여 1958년 상하이에서 신주 시로 신생 자오퉁 대학의 캠퍼스를 옮겨가게 되어 현재의 지역에 자리를 잡았다. 따라서 상하이에도 동일한 이름의 학교가 상하이 자오퉁 대학으로 남게 된다.
2021년 2월 1일, 국립 양밍 대학과 합병되어 국립 양밍 자오퉁 대학을 형성했다.

## 같이 보기
- 국립 양밍 자오퉁 대학